# Palazuelo de Torío
Palazuelo de Torío es una localidad española, perteneciente al municipio de Garrafe de Torío, en la provincia de León y la comarca de Tierra de León, en la comunidad autónoma de Castilla y León.
Situado sobre el arroyo Valle Rebolladero, afluente del río Torío.
Los terrenos de Palazuelo de Torío limitan con los de Valderilla de Torío y Garrafe de Torío al norte, Ruiforco de Torío al noreste, Abadengo de Torío y Palacio de Torío al este, Villaverde de Arriba y Villaverde de Abajo al sureste, San Feliz de Torío al sur, Carbajal de la Legua al suroeste, Riosequino de Torío, Cuadros y Cabanillas al oeste y La Seca de Alba, Cascantes de Alba y La Robla al noroeste.
Perteneció a la antigua Jurisdicción del Valle de Torío.